# آغجه‌یازی بالا
آغجه‌یازی بالا (به لاتین: Yuxarı Ağcayazı) یک منطقه مسکونی در جمهوری آذربایجان است که در شهرستان آق‌داش واقع شده است. آغجه‌یازی بالا ۱۱۷۱ نفر جمعیت دارد.